# Romilly-la-Puthenaye
Romilly-la-Puthenaye – miejscowość i gmina we Francji, w regionie Normandia, w departamencie Eure.
Według danych na rok 1990 gminę zamieszkiwało 310 osób, a gęstość zaludnienia wynosiła 26 osób/km² (wśród 1421 gmin Górnej Normandii Romilly-la-Puthenaye plasuje się na 603 miejscu pod względem liczby ludności, natomiast pod względem powierzchni na miejscu 246).